# Sergej Karjakin
Sergej Aleksandrovitsj Karjakin (Russisch: Сергей Александрович Карякин, Oekraïens: Сергій Олександрович Карякін, Serhij Oleksandrovitsj Karjakin) (Kramatorsk, 12 januari 1990) is een Russische (voormalig Oekraïense) schaker. 

## Loopbaan
Karjakin leerde schaken toen hij vijf jaar was. In 1999 werd hij Europees kampioen bij de jeugd tot tien jaar en in 2001 werd hij dit bij de jeugd tot twaalf jaar. Hij haalde z'n derde grootmeesternorm in 2002 tijdens een toernooi in Soedak en werd daarmee de jongste (12 jaar en 7 maanden) grootmeester ooit. Datzelfde jaar was hij secondant van Roeslan Ponomarjov tijdens diens opmars naar het wereldkampioenschap.
- In 2003 speelde Karjakin in de B-groep in het Corus-toernooi in Wijk aan Zee en eindigde op de vijfde plaats. Een ander wapenfeit was een match in Brissago tegen Aleksandra Kostenjoek die hij met 4-2 won.
- Karjakin maakte in 2004 zijn debuut tegen de wereldtop in Dortmund, verder werd hij tweede in Pamplona en speelde in Mexico een match tegen Hikaru Nakamura die hij met 1,5 tegen 4,5 verloor.
- In 2004 nam hij met het Oekraïense team deel aan de 36e Schaakolympiade. Het team eindigde op de eerste plaats.
- Karjakin won in 2005 met 9,5 uit 13 in de B-groep van het Corus-toernooi. Tevens won hij het World Youth Stars toernooi en eindigde bij het persoonlijk Europees kampioenschap schaken 2005 te Warschau in de subtop.
- In 2006 debuteerde hij in de A-groep van het Corus-toernooi met 7 uit 13.
- In 2007 scoorde hij 6,5 uit 13 in de A-groep van het Corus-toernooi. Hij scoorde ook de meeste punten in het NH Chess toernooi (Jeugd versus Veteranen) en werd tweede bij het Aerosvit-toernooi in Foros.
- Karjakin won in 2009 het Corus-toernooi met 8 uit 13.
- In juni 2014 won hij met 6 uit 9 het 'Norway Chess' toernooi in Stavanger.
- In maart 2016 won Karjakin het kandidatentoernooi in Moskou. Hiermee werd hij de uitdager van Magnus Carlsen, de regerend wereldkampioen. Hun tweekamp om de wereldtitel vond plaats in New York, in november 2016. Nadat het na twaalf partijen 6–6 stond, verloor Karjakin met 7–9 na een tiebreak bestaande uit vier partijen met een bedenktijd van 25 minuten.[1][2]
- In 2019 won hij met Rusland het Wereldkampioenschap schaken voor landenteams.

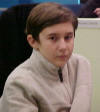
Sergej Karjakin als jonge tiener (foto: Carla Amse)
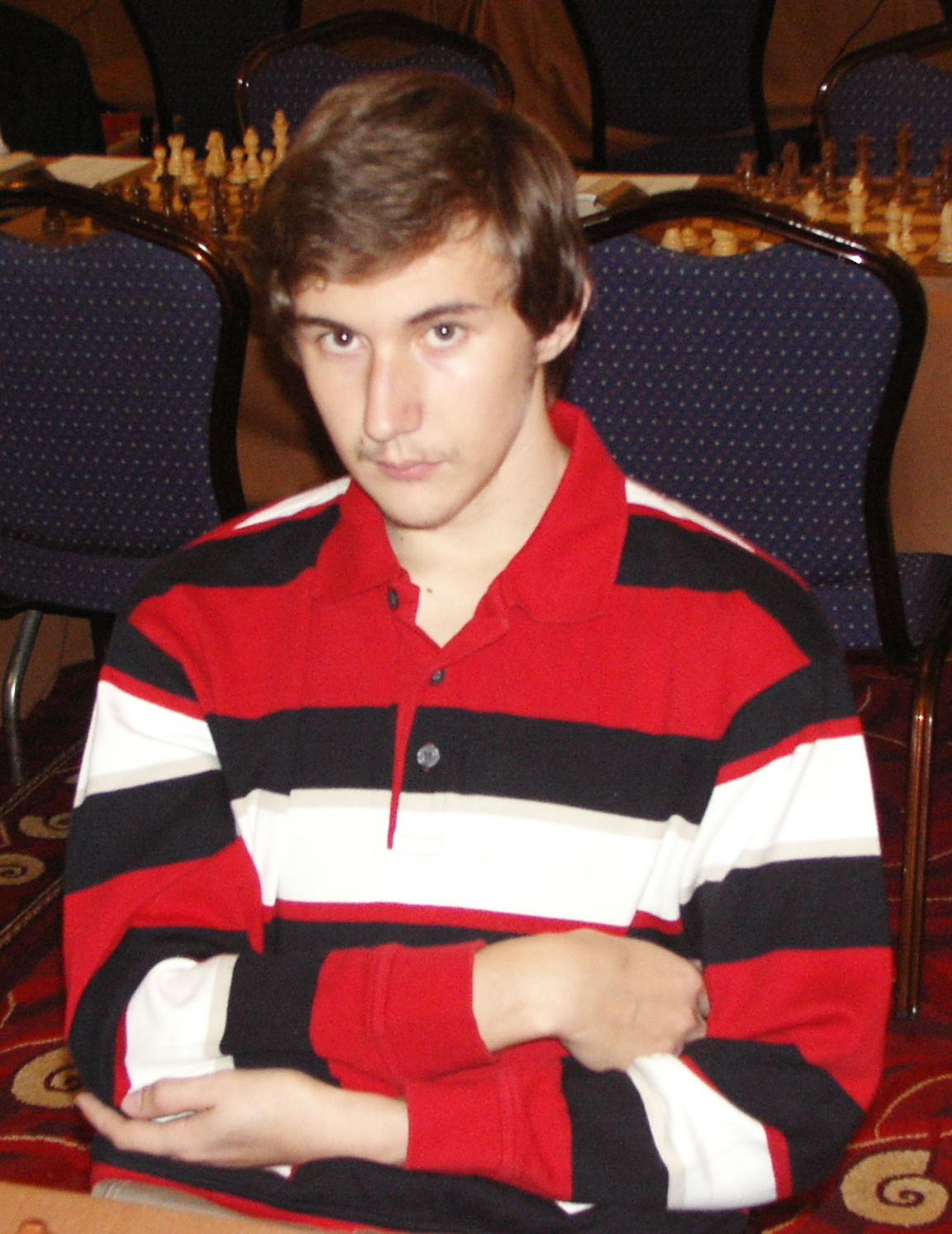
Karjakin in 2007

## Russische invasie van Oekraïne
Na de Russische invasie van Oekraïne in 2022 steunde Karjakin openlijk Vladimir Poetins besluit om met troepen de Oekraïense grens over te steken. De mondiale federatie FIDE wilde dat Karjakin zich voor de Ethische en Disciplinaire Commissie verantwoordde voor zijn uitlatingen. De FIDE heeft hem in maart 2022 een schorsing opgelegd van een half jaar; Karjakin vocht dit besluit niet aan.